# Серожупанники

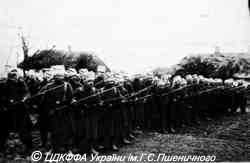
Серожупанная дивизия в дни мятежа против гетманской власти, конец 1918 года

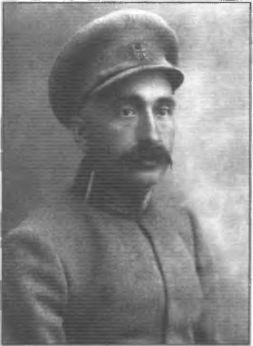
Петр Васильевич Таранущенко (бывший капитан Русской императорской армии), командир артиллерийского полка украинских «серых мундиров» (серожупанников)

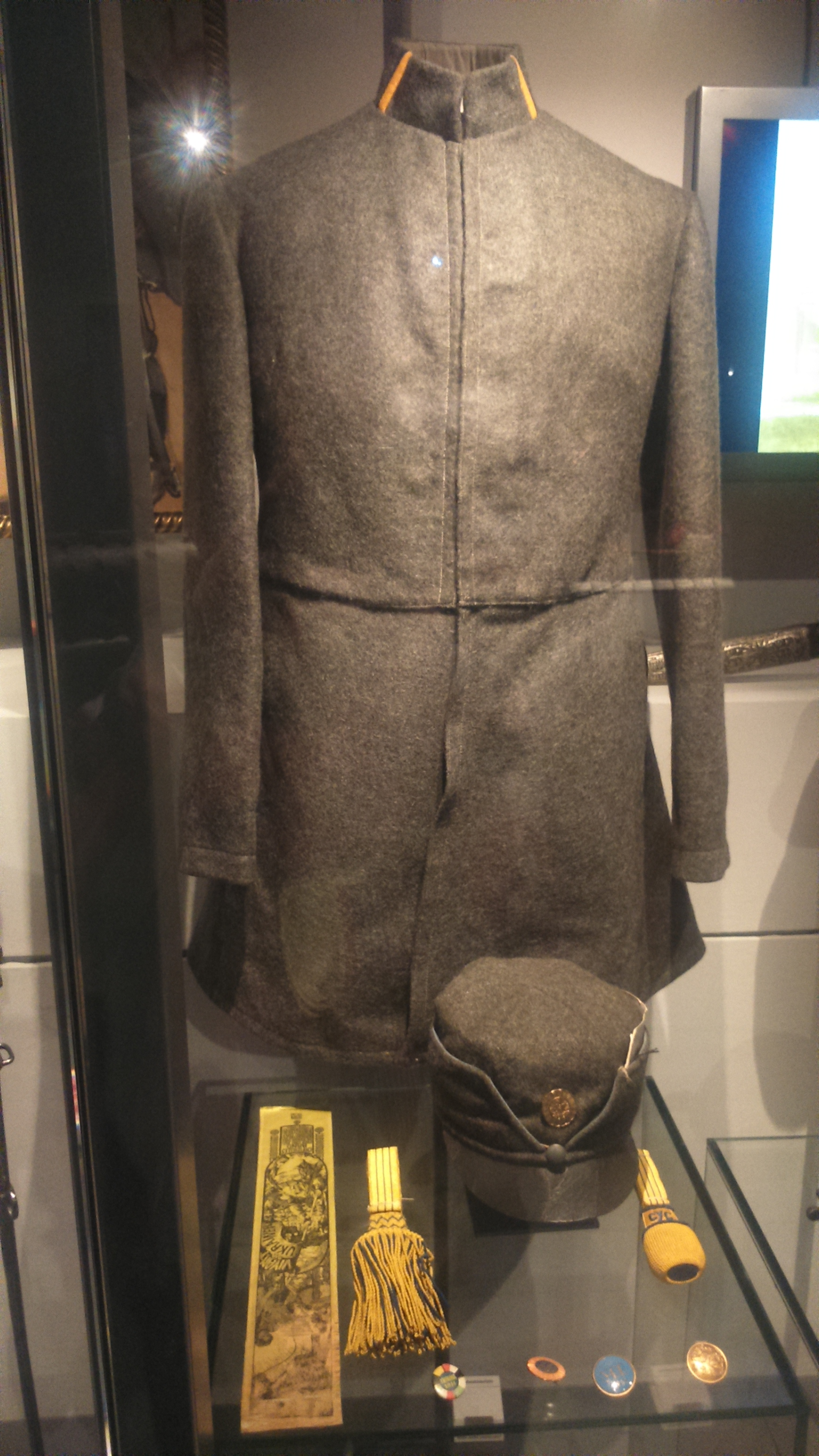
Куртка (жупан), головной убор и знаки различия прототипа формы одежды Украинского легиона армии Австро-Венгерской империи, в Венском музее военной истории

1-я стрелецко-казацкая дивизия (1-я с.-к.д.); «серожупанники» (укр. Сірожупанники) — воинское формирование (соединение) вооружённых сил Украинской державы (в 1918 году, во время Гражданской войны в России), сформированное в конце Первой мировой войны военными Австро-Венгерской империи из военнопленных Русской армии украинского происхождения.
«Серожупанники» — общепринятое неофициальное название дивизии по цвету верхней формы одежды (типа куртки, — т. н. жупана), пошитой из серого сукна, которую в более восточных и северных территориях Российской империи было принято называть «зипун»), сформированной австрийцами после заключения Брестского мира при содействии Союза освобождения Украины на территории Австрии из российских военнопленных—малороссов, в основном содержавшихся в концентрационных лагерях во Фрайштадте и Йозефштадте. Головной убор заимствован у сербских формирований армии Австро-Венгерской империи.

## История
Формированием и военной подготовкой «серожупанников», проходившей с марта 1918 года в городе Владимир-Волынский, руководила австрийская военная миссия во главе с капитаном генштаба Кватерником (его адъютант был сотник Иван Коссак). Сформированная дивизия получила наименование Первая стрелецко-казацкая дивизия; в её состав входили 4 пехотных полка, артдивизион, конная и инженерная сотни и вспомогательные подразделения. Личный состав на 1 июля 1918 года — 140 старшин и 6 тыс. казаков; командир — подполковник И. Перлик (начальник штаба — сотник О. Пилипенко).
28 августа 1918 дивизия была передана австрийским командованием правительству Украинской Державы и дислоцирована на севере Черниговщины в районе Конотопа. Территорию Черниговской губернии занимал 5-й Черниговский корпус Украинской державы являвшийся корпусом-военным округом.
В октябре 1918 года личный состав был сокращён примерно до 1,2 тыс., включая 250 старшин. 11 ноября завершилась Первая мировая война. Германская империя прекратила существование в результате Ноябрьской революции и должна была вывести свои войска из оккупированных территорий. Для правительства Украинской державы это событие предвещало ослабление власти.
Ослаблением германцев и соответственно Украинского государства воспользовались противники гетмана П. П. Скоропадского, создавшие в ночь с 13 на 14 ноября в г. Белая Церковь Директорию с целью свержения власти германского командования и власти правительства. Директория состояла из пяти членов, председателем избран в составе В. К. Винниченко.
16 ноября началось антигетманское восстание против власти германского оккупационного командования, правительства Украинской державы и лично гетмана П. П. Скоропадского.
В ноябре 1918 года, во время антигетманского мятежа Директории УНР, перешла на её сторону и временно была увеличена до 6 тыс. (командир — атаман Палий, позднее — В. Абаза). С декабря 1918 года участвовала на Черниговщине в боях против 1-й Украинской советской дивизии. В связи с отказом мобилизованных серожупанников воевать против украинских советских войск была проведена частичная демобилизация личного состава.

## Командование
- И. М. Перлик, командир дивизии, подполковник
- Сокира-Яхонтов, Виктор Николаевич, генерал-майор
- О. Пилипенко, начальник штаба дивизии, сотник

## Состав
На 28 августа 1918 года:
- Управление дивизии
- 4 пехотных полка
- Артдивизион
- Конная сотня
- Инженерная сотни
- Вспомогательные подразделения

## Последующая история дивизии
После проведённой демобилизации военнослужащих, призванных во время существования Украинской державы, дивизия получила наименование Серая дивизия (командир генерал Антон Пузицкий) и насчитывала уже 2,5 тыс. рядовых (казаков) и старшин.
С середины января до середины марта 1919 года дивизия принимала участие в боях против украинских советских войск на севере Правобережья (в районе Коростеня, Овруча, Житомира и Бердичева), где понесла большие потери.
С апреля 1919 года, в ходе боевых действий на польском фронте, была развёрнута в корпус в составе двух дивизий (командир — генерал Илья Мартынюк). В середине мая корпус был разбит поляками, и большинство личного состава было взято в плен. Несколько сот серожупанников пробились к основным силам и стали основой для сформирования 4-й Серой Стрелецкой дивизии (до 700 штыков, командир полковник П. Ганжа) в составе Волынской группы; её остатки (4-я Серая бригада) воевали к ноябрю 1920 года, в ходе Советско-польской войны, в составе 2-й Волынской дивизии на стороне Войска Польского.